# البرسيم الأسود
البرسيم الأسود أو النفلة السوداء (باليابانية: ブラッククローバー، بالروماجي: Burakku Kurōbā)، (بالإنجليزية: Black Clover)‏ هي مانغا فانتازيا يابانية من تأليف ورسم يوكي تاباتا. تسلسلت في مجلة شونن جمب الأسبوعية منذ عام 2015. تركز القصة على أستا، والذي على ما يبدو أنه ولد بدون قوة سحرية، وهذا أمر غير مألوف في العالم الذي يعيش فيه. مع زملائه السحرة في فرقة الثيران السود، يطمح أستا أن يصبح إمبراطور السحر القادم. اُقتبست إلى مسلسل أنمي تلفزيوني عرض في 3 أكتوبر عام 2017. من إنتاج ستوديو بيرو.

## القصة
أستا ويونو، شابان يعيشان في منطقة معزولة في قرية اسمها هاجي. يعيشان في عالم يحكمه السّحر، يونو عبقري في استعمال السحر، أمّا أستا فلا يستطيع استعماله إطلاقاً. كلاهما يسعيان ليصبحا إمبراطور السّحر. في يوم من الأيام يحضران حفل تقديم كتب التعاويذ السنوي. يحصل يونو على كتاب تعاويذ ورقة النفل الرباعية الأسطوري الذي كان يملكه إمبراطور السّحر الأول، بينما يخرج أستا خالي الوفاض تماماً. في وقت لاحق من اليوم يهاجم لصّ يونو لسرقة كتابه ويأتي أستا للدفاع عنه، وبينما أستا على وشك أن يهزم، يظهر له كتاب تعاويذ أسود يحمل ورقة نفل خماسية سوداء.

## الشخصيات الرئيسية
- أستا (باليابانية: アスタ)

فتى يتيم وصاخب لا يملك سحر بداخله قضى طفولته بكنيسة فقيرة وفي منطقة مهملة بعد ان تخلى عنه والدته، شخصيته مرحة وصاخبة ولكن رغم ذلك يملك حلمًا بأن يصبح إمبراطور السحر اللقب الذي تداولته الأجيال وتقع خلفه إسطورة عظيمة عن أول إمبراطور سحر.
لكن كيف لفتى لا يملك سحر أن يصبح إمبراطورًا للسحر؟ أستا الشخصية الوحيدة التي لا تملك سحرًا ورغم ذلك وبسبب إرادته لحماية صديقه يونو بأحد المواقف أن يحصل على كتاب تعاويذ (غريمور) يحتوي على خمس نفلات (براسيم) بدلاً عن الطبيعي والمعتاد ذا الثلاثة البراسيم. ثم يبدأ بامتلاك قوة غريبة لم يُرى مثلها قبلاً.
أستا شخصية ذات أمور غامضة ولم يكشف عنها الكثير ولا عن سبب عدم امتلاكه لسحر ولو أمكن القول أن صديقه يونو يوجد الكثير للتعريف عنه.
- يونو (باليابانية: ユノ)

فتى هادئ ويتيم كما هو حال أستا صديق طفولته وجدهم (الأب) لكنيسة ملقى بهم أمام باب الكنيسة فاعتنى بهم، كان يونو في طفولته كثير البكاء ولأتفه الأسباب لذلك كان أستا دائمًا ما يرافقه ليحميه بسبب كثرة بكاءه.
ولكن بسبب حادثة حاول أستا حمايته فيها حتى سال منه الدم تغير يونو فمن تلك اللحظة أصبح لا يبكي عكس ما كان عليه تمامًا وبدأ بامتلاك حلم صديقه بأن يصبح إمبراطور السحر لكي يحمي أستا كما حماه ويحمي أصدقاءه بالكنيسة.
كبر يونو ليكون فتًى هادئ يجيد التحكم بعنصر الرياح بأشكال عدة ويملك قوة سحرية هائلة كما كبر مع أستا الذي لا يملك سحرًا مما جعلهم يُقارنون ببعضهم وكان التفضيل دومًا له، في اليوم الذي وصلت فيه أعمارهم الـ15 أصبح مسموحًا لهم بامتلاكهم كتاب تعاويذ وحينها فاجأ يونو الجميع بامتلاكه كتاب ذات نفلة رباعية كما كان كتاب أول إمبراطور سحر.
يونو ومنذ يوم تخلي والداه عنه وجدت معه قلادة وكبر وهو يرتديها، القلادة إلى الآن لم تُكشف أسرارها ولكن من المعروف أنها ملك لعائلته الحقيقية.

## العاملون على الأنمي
- إخراج: تاتسويا يوشيهارا
- كتابة: كازويوكي فودياسو
- تصميم شخصيات الانمي: إيتسوكو تاكيدا، كوميكو توكوناغا
- موسيقى: ميناكو سيكي
- استديو: بيرو

## روابط خارجية
- البرسيم الأسود على موقع ANN manga (الإنجليزية)